# 長塚古墳
長塚古墳（ながつかこふん）とは、岐阜県可児市にある前方後円墳。古墳時代中期（5世紀前半）築造されたと考えられている。
昭和31年（1956年）国の史跡に指定され、平成15年（2003年）に周濠の一部が追加指定されている。

## 概要
本古墳は、可児盆地に形成された可児古墳群内の一支群である前波古墳群に属する。この古墳群は15基を擁する。本古墳は隣接する野中古墳（前方後円墳、推定全長58メートル）、西寺山古墳（前方後方墳、現存全長41メートル、市指定史跡）とともに「前波の三ツ塚」と俗称されている。
1982年（昭和57年）、翌年、1986年（昭和61年）の年度に測量調査が行われた。1995年（平成7年）度から1998年（平成10年）度にかけての発掘調査では、墳丘周辺に基壇や造り出しは認められず、外表施設としての葺石や円筒埴輪ももたないことが確認された。
埋葬施設は後円部と前方部に一つずつ確認され、後円部の埋葬施設からは木棺や副葬品を運び入れたと考えられる墓道や、木棺を覆ったとみられる白い粘郭が発見された。前方部からは捩文鏡やガラス玉などが発見された。なお、出土した遺物は可児郷土歴史館にて展示公開されている。

## 形状・規模
- 墳形：二段築成で葺き石が認められているが、埴輪は確認されていない。前方後円墳、周濠がめぐっていたと推定され、後円部の南東に幅5メートルあまりの外堤が残存している。周濠幅25メートルあまりと考えられている。
- 規模
  - 全長　81メートル
  - 後円部
    - 直径　46メートル
    - 高さ　約8.3メートル

  - 前方部
    - 最大幅　25メートル
    - 高さ　5.9メートル
    - くびれ部幅　26メートル。
- 木棺直葬

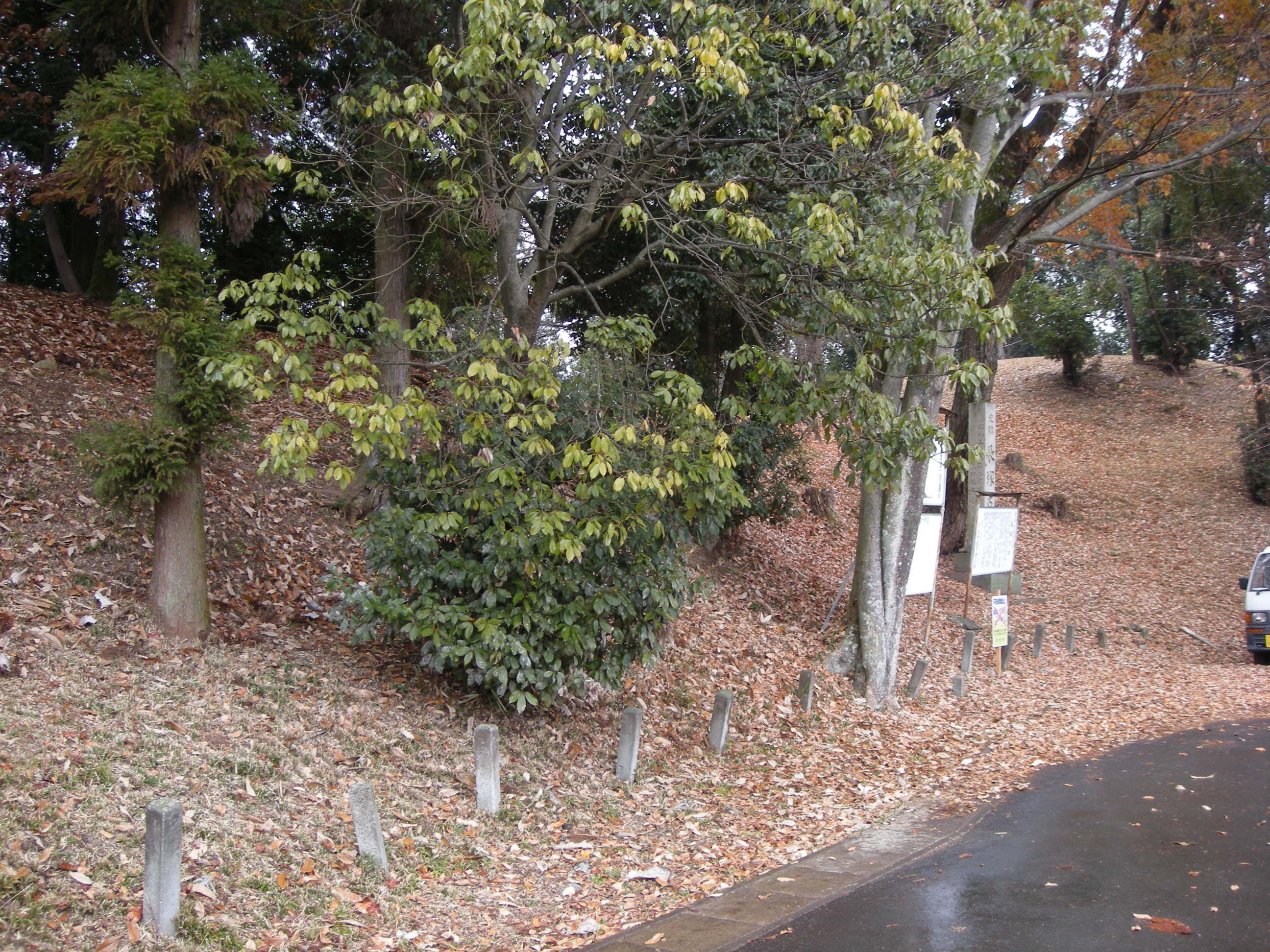
長塚古墳
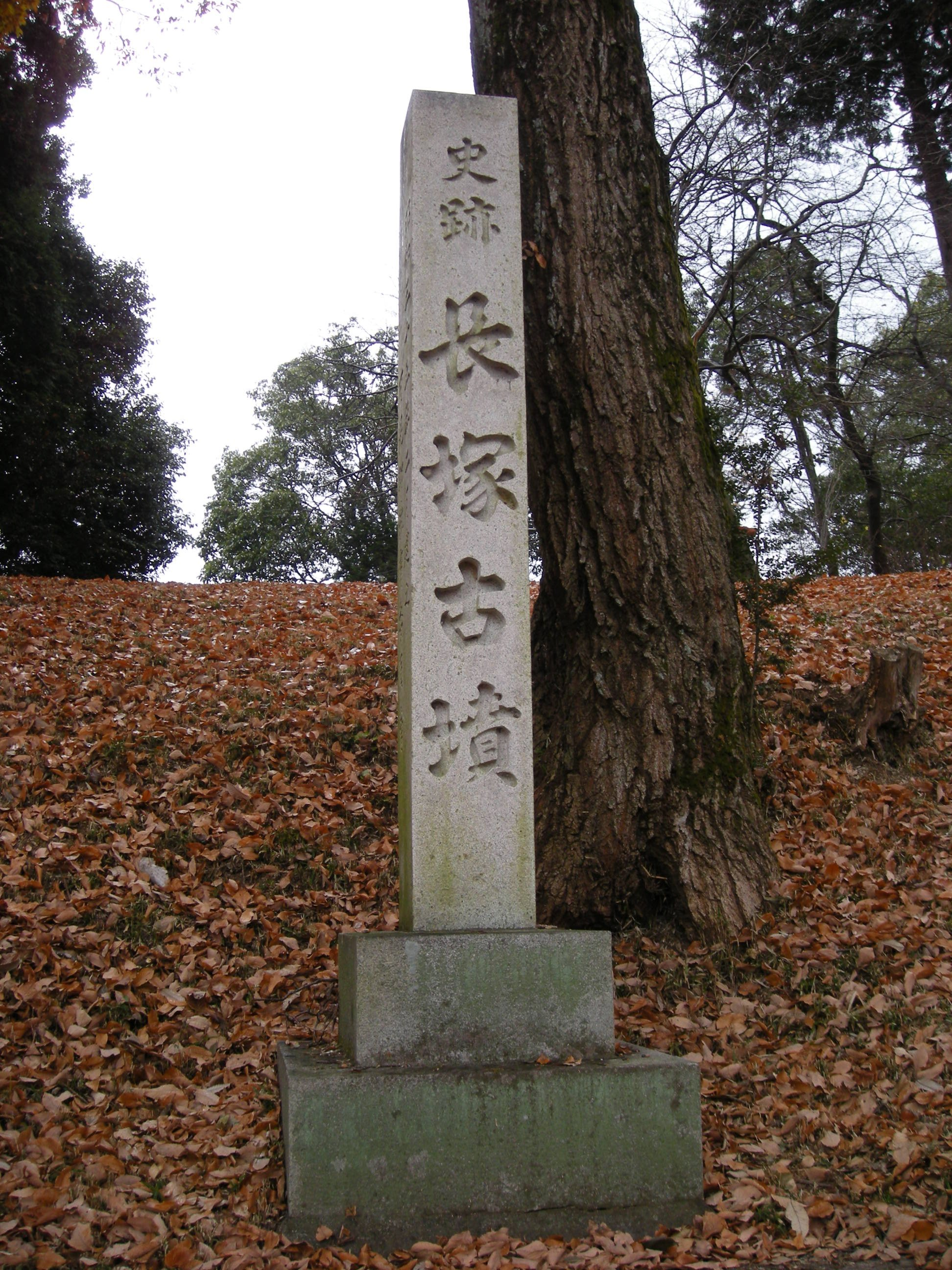
長塚古墳　史跡碑
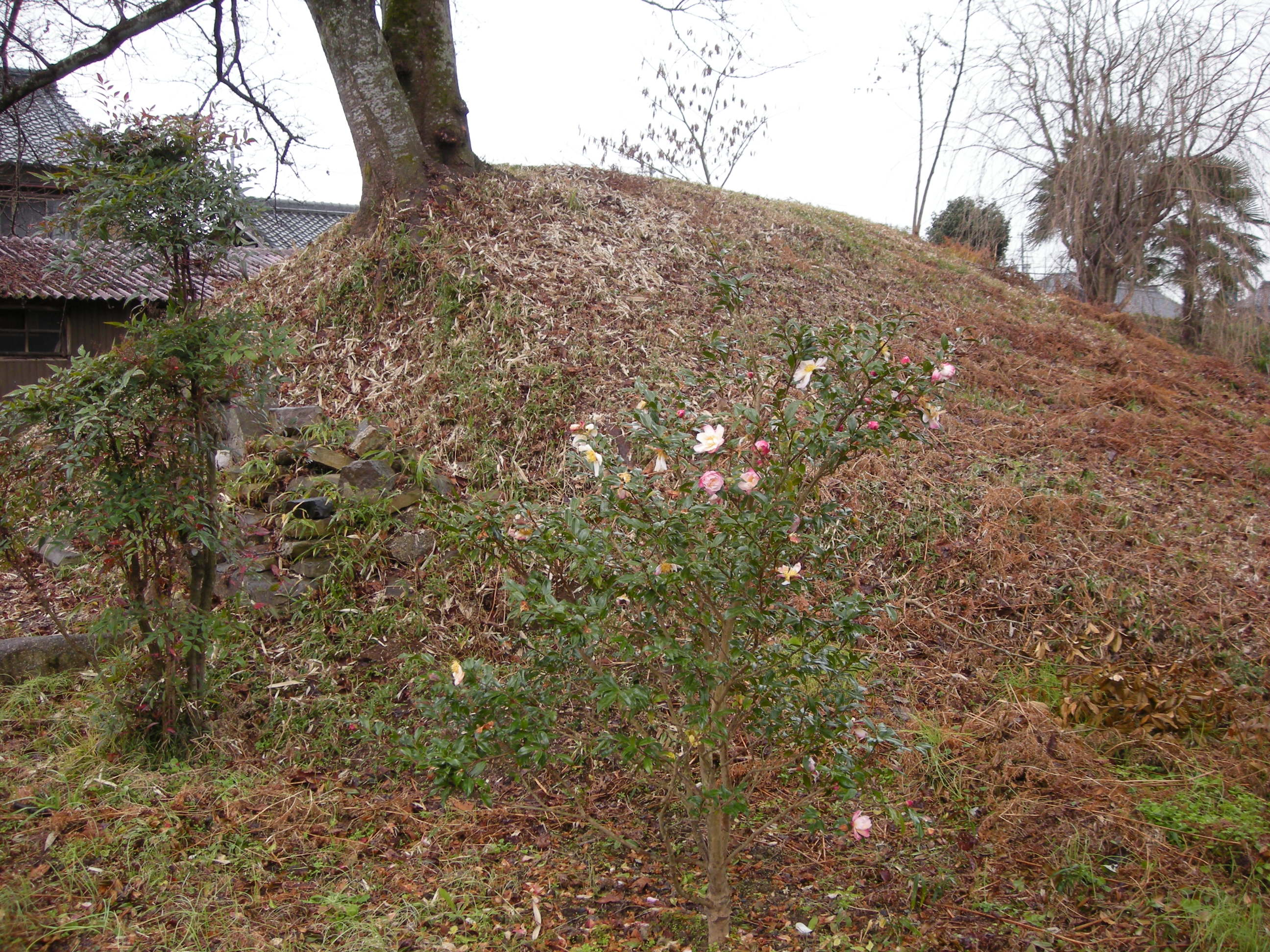
隣接する中野古墳
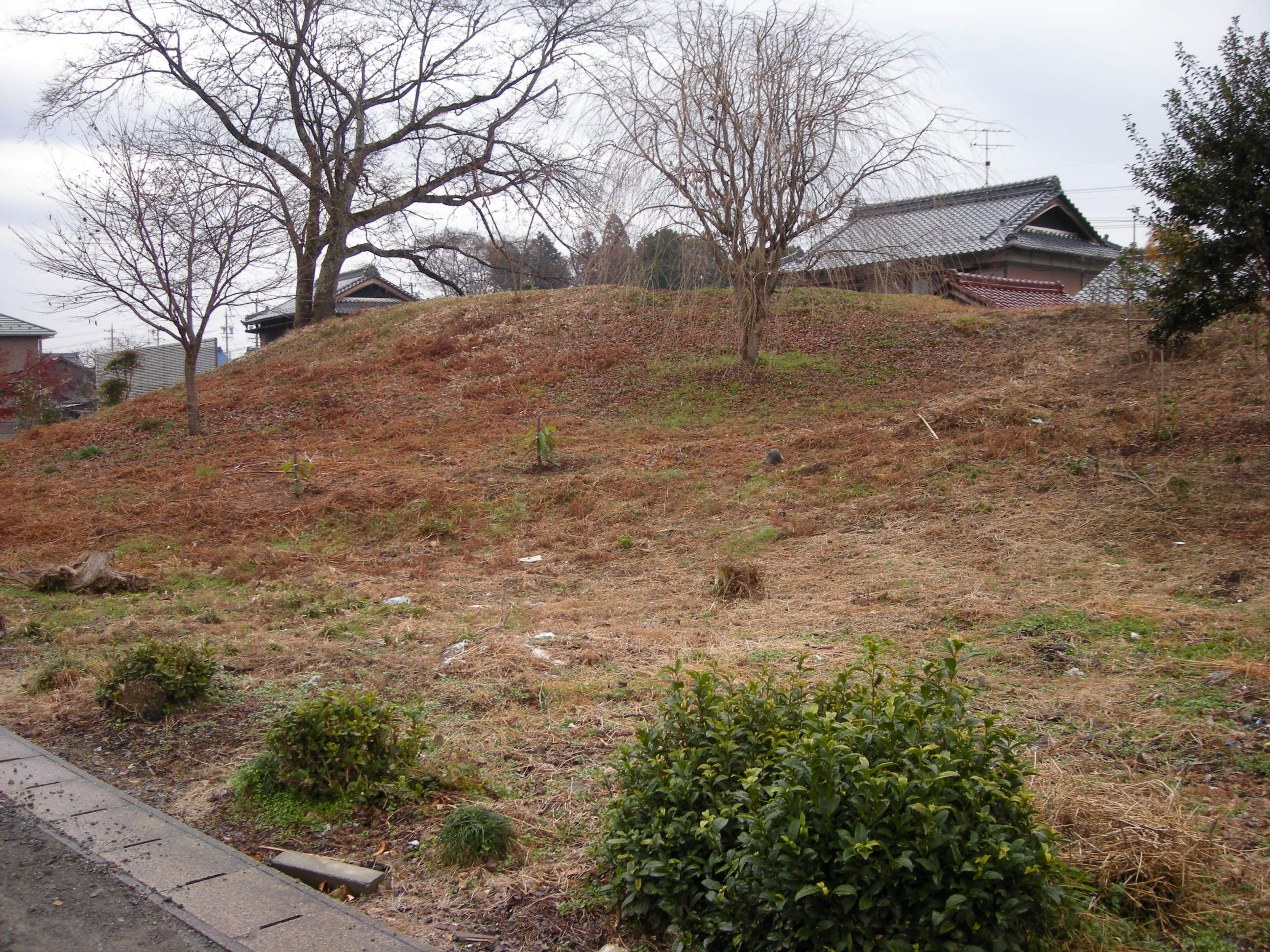
中野古墳2
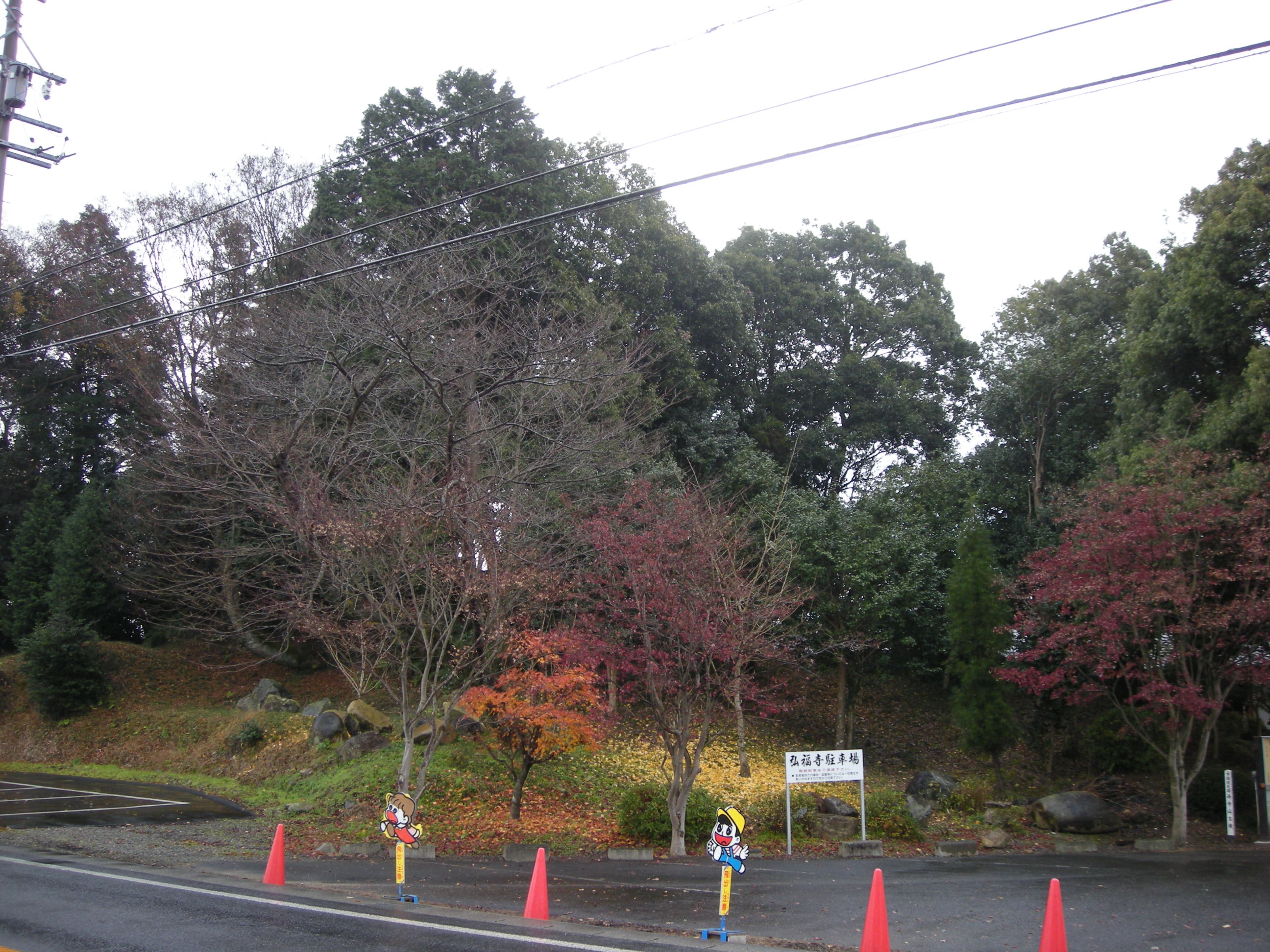
隣接する西寺山古墳
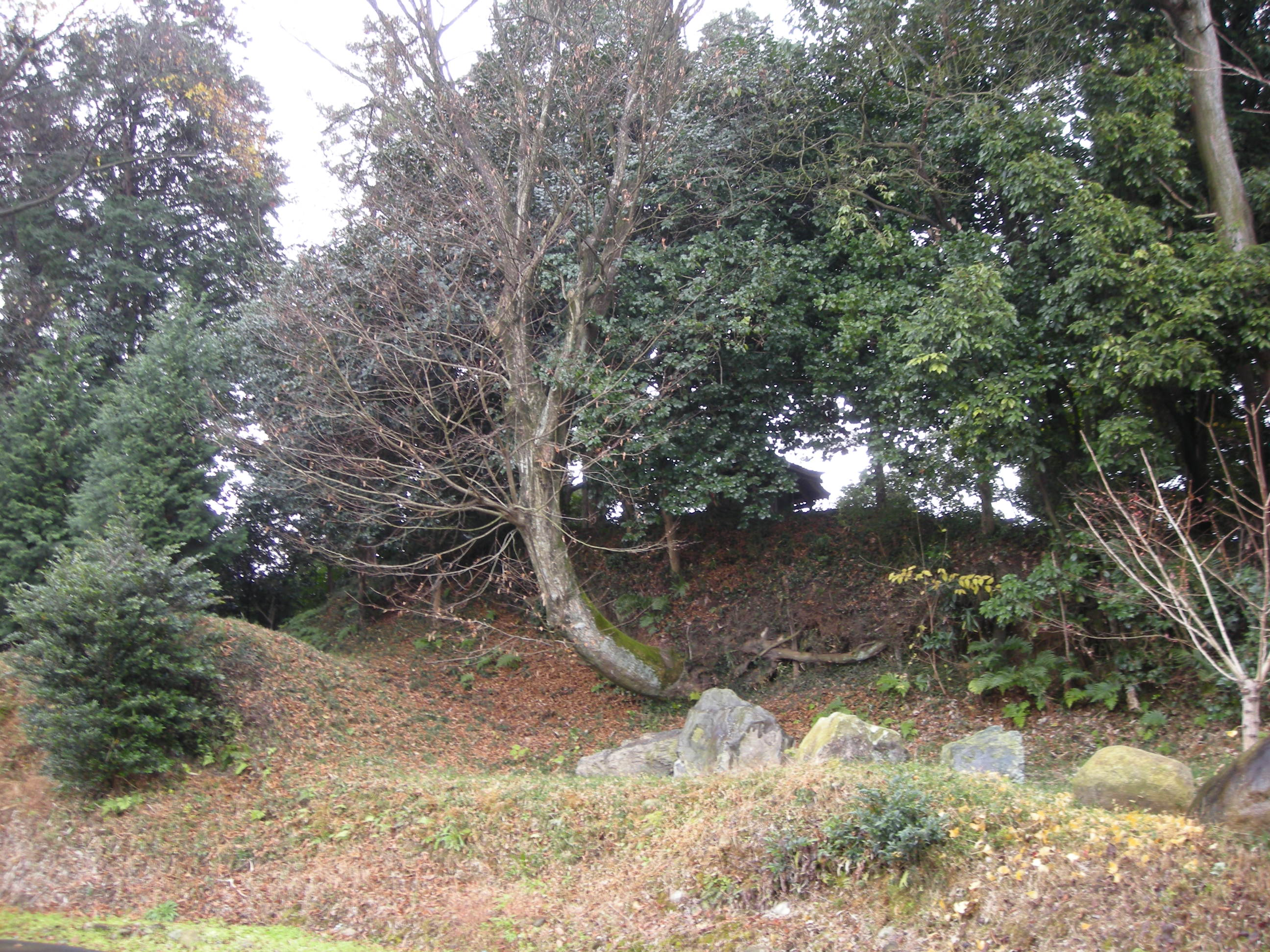
西寺山古墳2

## 所在地
- 岐阜県可児市中恵土野中1990-1

## 交通アクセス
- JR太多線可児駅より徒歩約25分
- 名古屋鉄道広見線新可児駅より徒歩25分